# Tomoki Kamioka
Tomoki Kamioka (上岡 朋樹 Kamioka Tomoki?), född 30 maj 1998 i Osaka prefektur, är en japansk fotbollsspelare.
Kamioka började sin karriär 2016 i Gamba Osaka.